# Hadromastax
Hadromastax är ett släkte av kräftdjur. Hadromastax ingår i familjen Hadromastacidae.
Hadromastax är enda släktet i familjen Hadromastacidae.
Kladogram enligt Catalogue of Life:
| Hadromastax | \| \| Hadromastax dinamoraze \| \| \| \| \| \| Hadromastax merga \| \| \| \| \| \| Hadromastax polynesica \| \| \| \| |
|             | \| \| Hadromastax dinamoraze \| \| \| \| \| \| Hadromastax merga \| \| \| \| \| \| Hadromastax polynesica \| \| \| \| |
|             | Hadromastax dinamoraze                                                                                                |
|             | |
|             | Hadromastax merga |
|             | |
|             | Hadromastax polynesica                                                                                                |
|             | |